# Marian Markiewicz (1895–1965)
Marian Adam Markiewicz (ur. 8 grudnia 1895 w Krakowie, zm. 14 grudnia 1965 tamże) – podpułkownik piechoty Wojska Polskiego, działacz niepodległościowy, kawaler Orderu Virtuti Militari, reprezentant Polski, wicemistrz i brązowy medalista mistrzostw Polski z Wisłą Kraków w piłce nożnej.

## Życiorys
Urodził się 8 grudnia 1895 w Krakowie w rodzinie Stefana i Marii z d. Korcella.
W 1914 wstąpił do Legionów, służył w 2 pułku piechoty. Ranny w walkach pod Hruziatynem. Następnie służył w II Brygadzie Legionów Polskich, po bitwie pod Rarańczą, internowany w lutym 1918, w kwietniu 1918 został wcielony do austriackiego 80 pułku piechoty i walczył na froncie włoskim i serbskim. 

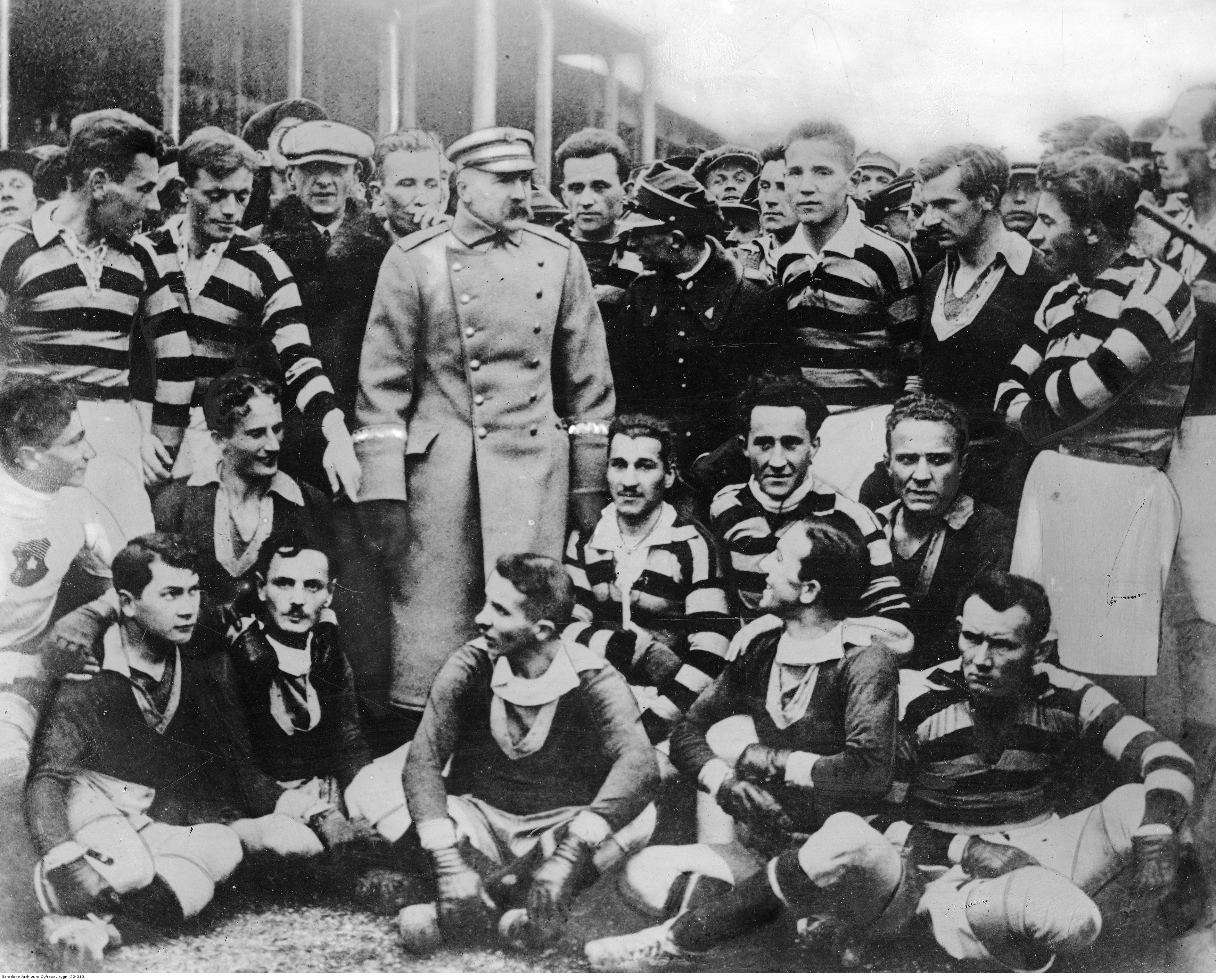
Marszałek Józef Piłsudski w otoczeniu zawodników Pogoni Lwów i Wisły Kraków. Stoją od lewej: Henryk Reyman, Stefan Wójcik, prezes Aleksander Dembiński (w czapce), Władysław Krupa (na prawo za marszałkiem), Edward Garbien (w mundurze), Mieczysław Balcer (na prawo od E. Garbiena). Siedzą: Karol Hanke, Bronisław Fichtel, Edward Gulisz, Franciszek Giebartowski, Marian Markiewicz.

W listopadzie 1918 wstąpił do Wojska Polskiego. 1 lipca 1919 awansowany na stopień podporucznika, od października 1919 służył w Dowództwie Okręgu Generalnego Pomorze. Od sierpnia 1920 walczył w wojnie polsko-bolszewickiej w szeregach 20 pułku piechoty Ziemi Krakowskiej. 21 grudnia 1920 awansowany na stopień porucznika. Po zakończeniu działań wojennych służył do 1931 w 20 pp, awansując na stopień kapitana (1 lipca 1923). 2 grudnia 1930 roku został mianowany majorem ze starszeństwem z dniem 1 stycznia 1931 roku i 83. lokatą w korpusie oficerów piechoty. 26 marca 1931 roku został przeniesiony do 71 pułku piechoty w Zambrowie na stanowisko dowódcy batalionu. W kwietniu 1934 roku został przesunięty na stanowisko kwatermistrza pułku. Od kwietnia 1938 ponownie służył w 20 pp na stanowisku dowódcy II batalionu. Na podpułkownika został awansowany ze starszeństwem z 19 marca 1939 i 46. lokatą w korpusie oficerów piechoty. 
Walczył w wojnie obronnej 1939, w 8 Dywizji Piechoty w składzie Armii „Modlin”. Od 25 września 1939 dowodził 13 pułkiem piechoty. Po kapitulacji przebywał w obozie jenieckim w Działdowie, skąd został zwolniony w październiku 1939 na mocy warunków kapitulacji Twierdzy Modlin. W czasie okupacji ukrywał się w Krakowie. 
W lutym 1945 wcielony do ludowego Wojska Polskiego, był m.in. szefem sztabu 7 Łużyckiej Dywizji Piechoty, a w czerwcu 1946 zwolniony. Następnie pracował jako kierownik zaopatrzenia w Krakowskim Zarządzie Aptek.

### Kariera sportowa
W latach 1918–1926 był piłkarzem Wisły Kraków, z którą wystąpił dwukrotnie w finałach mistrzostw Polski (1923 – 2 m., 1925 – 3 m.). Zagrał łącznie w piętnastu spotkaniach. Trzykrotnie wystąpił w reprezentacji Polski. Debiutował 10 czerwca 1924 w meczu ze Stanami Zjednoczonymi, następnie wystąpił w meczach z Finlandią (10 sierpnia 1924) i Węgrami (31 sierpnia 1924).

## Ordery i odznaczenia
- Krzyż Srebrny Orderu Wojskowego Virtuti Militari nr 7034 (17 maja 1922)[11]
- Krzyż Niepodległości (12 maja 1931)[12]
- Krzyż Walecznych (trzykrotnie)
- Złoty Krzyż Zasługi (11 listopada 1938)[13]
- Srebrny Krzyż Zasługi (10 listopada 1928)[14]
- Medal Pamiątkowy za Wojnę 1918–1921[15]
- Medal Dziesięciolecia Odzyskanej Niepodległości[15]